# Cesare Facchinetti
Cesare Facchinetti, italijanski rimskokatoliški duhovnik, škof in kardinal, * 17. september 1608, Bologna, † 31. januar 1683, Rim.

## Življenjepis
5. septembra 1639 je bil imenovan za naslovnega nadškofa Tamiathisa in naslednji dan za apostolskega nuncija v Španiji. 9. oktobra istega leta je prejel škofovsko posvečenje. Z diplomatskega položaja je odstopil leta 1642.
18. maja 1643 je bil imenovan za nadškofa (osebni naziv) škofa Senigalle. 13. julija istega leta je bil povzdignjen v kardinala in isto 2. avgusta 1655 za škofa Spoleta.
Pozneje je bil imenovan še na tri škofovske položaje:
- škofija Palestrina (14. november 1672),
- škofija Porto e Santa Rufina (6. februar 1679) in
- škofija Ostia (8. januar 1680).